# Fragiskos Alvertis
Fragiskos Alvertis, (Glifada, Grecia, 11 de junio de 1974) es un exjugador de baloncesto griego que jugó durante toda su carrera deportiva en el Panathinaikos BC, equipo del que fue capitán. Con 2.06 m de estatura, jugaba en las posiciones de alero o ala-pívot. En 2008 fue reconocido como uno de los 50 mayores colaboradores de la Euroliga. Representó a su país en el Campeonato Mundial de Baloncesto de 1998 y en dos ediciones del torneo de baloncesto de los Juegos Olímpicos de Verano.

## Trayectoria
Formado en la cantera del ANO Glyfada, fue reclutado en 1990 por el Panathinaikos BC en una operación que implicó el intercambio entre los clubes del jugador de waterpolo Dimitrios Seletopoulos. Empezó a jugar profesionalmente ese mismo año, pero no sería sino hasta la temporada 1993-94 en la que se ganó la titularidad en el equipo. 
En 1996 se consagró como figura en el Panathinaikos BC al ser una pieza clave de la escuadra que conquistó la Euroliga y la Copa Intercontinental. Lideró al equipo hasta la temporada 2003-04, asumiendo el rol de anotador ya que sobresalía en su tiro de 3 puntos. 
Tras cumplir los 30 años de edad, Alvertis fue relegado al banco de suplentes. Su contribución con el juego de su equipo fue disminuyendo temporada a temporada, hasta que en su último año como jugador profesional apenas y jugó. Su número de dorsal, el 4, fue retirado por el club ateniense, siendo ella la primera vez que la institución realizaba ese gesto hacia un jugador.
Después de su retiro continuó vinculado al Panathinaikos BC en diversos puestos gerenciales. 
A fines de la temporada 2013-14 asumió como entrenador del equipo profesional, tras la destitución de Argyris Pedoulakis. El Panathinaikos BC terminaría consagrándose campeón de la A1 Ethniki ese año. 
Entre 2020 y 2022 se desempeñó como mánager general del club ateniense, siendo luego sustituido por Argyris Pedoulakis.

## Selección griega
Alvertis disputó el Campeonato Europeo de Baloncesto Masculino Sub-16 de 1991, el Campeonato Europeo de Baloncesto Masculino Sub-18 de 1992 y el Campeonato Europeo de Baloncesto Masculino Sub-20 de 1992. 
Entre 1993 y 2005 fue 155 veces internacional absoluto por Grecia. Formó parte del equipo que llegó hasta las semifinales del Campeonato Mundial de Baloncesto de 1998, como también del que participó de los torneos de baloncesto masculino de los Juegos Olímpicos de Verano de Atlanta 1996 y Atenas 2004. A nivel continental jugó en cuatro ediciones del Eurobasket: 1995, 1997, 2001 y 2003.

## Palmarés
- Liga de Grecia: 11

1997-98, 1998-99, 1999-00, 2000-01, 2002-03, 2003-04, 2004-05, 2005-06, 2006-07,  2008, 2009
- Copa de Grecia: 8

1993, 1996, 2003, 2005, 2006, 2007, 2008, 2009
- Euroliga: 5

1996, 2000,  2002,  2007, 2009
- Copa Intercontinental: 1

1996